# 상주 오작당
상주 오작당(尙州 悟昨堂)은 대한민국 경상북도 상주시 낙동면 승곡리에 있는 조선시대의 건축물이다. 1982년 2월 24일 경상북도의 민속문화재 제32호로 지정되었다.

## 개요
임진왜란 때 의병장으로 활약했던 조정(1555∼1636) 선생이 지은 집이다. 선조 34년(1601)에 처음 지었다가 현종 2년(1661)에 지금 자리로 옮겨 지었다. 원래는 모두 40여 칸 건물이었으나, 정조 5년(1781) 공사 때 부분적으로 철거하여 현재는 안채, 사랑채, 가묘가 남아있다.
건축물의 일부 수법이 옛 양식을 간직하고 있고 인근 양진당(경상북도유형문화재 제85호)보다 오래된 건물로 추정되어 주목받고 있다.

## 참고 자료
- 상주오작당 - 국가유산청 국가유산포털